# 크리스티나 플루투르
크리스티나 플루투르(루마니아어: Cristina Flutur, 1978년 ~ )는 루마니아의 배우이다.

## 출연 작품
- 카튜란 (2019)
- 다우 셜트 낫 킬 (2018)
- 그레인 (2017)
- 신의 소녀들 (2012)